# Покрајине Грчке
Покрајине Грчке су биле пододеле неких префектура земље. Од 1887. године покрајине су укинуте, али су задржане за неке државне службе, посебно финансијске и просветне. Пре Другог светског рата било је 139 провинција, а после рата, уз додатак Додеканезских острва, њихов број је порастао на 147.